# جاسمين أجيتش
جاسمين أجيتش (بالكرواتية: Jasmin Agić)‏ هو لاعب كرة قدم كرواتي في مركز الوسط، ولد في 26 ديسمبر 1974 في مدينة بولا في كرواتيا. شارك مع منتخب كرواتيا لكرة القدم. أما مع النوادي، فقد لعب مع إنتشون يونايتد ودينامو زغرب ونادي رييكا.

## وصلات خارجية
- جاسمين أجيتش على موقع اتحاد كرواتيا (الكرواتية)
- جاسمين أجيتش على موقع دوري كوريا الجنوبية (الإنجليزية)
- جاسمين أجيتش على موقع قاعدة بيانات كرة القدم.إي يو (الإنجليزية)
- جاسمين أجيتش على موقع ناشيونال فوتبول تيمز (الإنجليزية)
- جاسمين أجيتش على موقع Soccerway.com (الإنجليزية)